# Byron (Wyoming)
Byron é uma cidade  localizada no estado norte-americano de Wyoming, no Condado de Big Horn.

## Demografia
Segundo o censo norte-americano de 2000, a sua população era de 557 habitantes. 
Em 2006, foi estimada uma população de 550, um decréscimo de 7 (-1.3%).

## Geografia
De acordo com o United States Census Bureau tem uma área de 
2,3 km², dos quais 2,2 km² cobertos por terra e 0,1 km² cobertos por água. Byron localiza-se a aproximadamente 1228 m acima do nível do mar.

## Localidades na vizinhança
O diagrama seguinte representa as localidades num raio de 56 km ao redor de Byron. 